# Pantoprazol
Pantoprazol (łac. Pantoprazolum) – organiczny związek chemiczny, lek z grupy inhibitorów pompy protonowej, zmniejszający wydzielanie do światła żołądka jonów wodorowych. Jest stosowany głównie w terapii choroby wrzodowej, także w terapii choroby refluksowej.

## Mechanizm działania
Pantoprazol wybiórczo hamuje pompę protonową (K+/H+ ATP-azę), zlokalizowaną w komórkach okładzinowych żołądka, poprzez łączenie się z cysteiną jednej z podjednostek enzymu. Powoduje to zmniejszenie wydzielania jonów wodorowych do światła żołądka i zmniejszenie kwaśności soku żołądkowego.

## Wskazania
- choroba wrzodowa
- choroba refluksowa przełyku
- zespół Zollingera-Ellisona
- zapobieganie wrzodom u osób przewlekle przyjmujących niesteroidowe leki przeciwzapalne
- leczenie eradykacyjne w zakażeniach Helicobacter pylori

## Przeciwwskazania
- nadwrażliwość na lek
- nie zaleca się stosowania u dzieci

## Działania niepożądane
Często: ból w nadbrzuszu, biegunka, zaparcia, wzdęcia, bóle głowy
Rzadko: depresja, niepokój, nudności, zawroty głowy, zaburzenie widzenia, świąd, osutka
Bardzo rzadko: obrzęki obwodowe, żółtaczka, niewydolność wątroby, reakcje anafilaktyczne (łącznie z wstrząsem anafilaktycznym), bóle mięśni, śródmiąższowe zapalenie nerek, pokrzywka, obrzęk naczynioruchowy, zespół Stevensa-Johnsona, martwica toksyczna rozpływna naskórka, rumień wielopostaciowy, nadwrażliwość na światło, gorączka, zwiększenie stężenia enzymów wątrobowych, GGTP, hipertrójglicerydemia

## Dawkowanie
Stosuje się według zaleceń lekarza, najczęściej przyjmuje się go rano przed posiłkiem, ale również w innych porach, w zależności od wskazań leczniczych. Przyjmowanie jednocześnie z pokarmem nie wpływa na jego skuteczność.

## Preparaty
W Polsce lek jest dostępny w preparatach prostych pod nazwami handlowymi: Anesteloc, Anesteloc 40 mg, Anesteloc Max, Asteloc, Contix, Contix ZRD, Contracid, Controloc, Controloc 20, Controloc 40, Gastrostad, Gerdin 20 mg, Gerdin 40 mg, Gerdin Max, IPP, IPP 20, IPP 40, Noacid, Nolpaza, Nolpaza 20 mg tabletki dojelitowe, Nolpaza 40 mg tabletki dojelitowe, Nolpaza control, Ozzion, Pamyl 20 mg, Pamyl 40 mg, Panprazox, Panrazol, Pantogen 20 mg, Pantogen 40 mg, Pantopraz 20 mg, Pantopraz 40 mg, Pantoprazol Accord, Pantoprazol Bio, Pantoprazol Krka, Pantoprazol SUN, Pantoprazol Teva, Pantoprazol Vitama, Pantoprazole Aurovitas, Pantoprazole Bluefish, Pantoprazole Genoptim, Pantoprazole Genoptim SPH, Pantoprazole Mercapharm, Pantoprazole Myran, Pantoprazole Reig Jofre, Pantorena, Pantosis MAX, Panzol, Panzol Pro, Ranloc, Ranloc Med. 